# Mikkel Rønnow
Mikkel Rønnow (født 19. februar 1974) er en dansk teaterproducent og kapelmester. Han er uddannet sceneproducent fra Statens Teaterskole og har siden 1992 produceret musicals, skuespil og koncerter i Danmark. Han er desuden autodidakt dirigent med speciale i musikteater. I årene 2001-2004 drev Rønnow produktionsselskabet Rossen & Rønnow i samarbejde med Stig Rossen. Fra 2009-2013 chefproducent på Aarhus Teater. Fra 2016-2023 ejer af Mikkel Rønnow Musicals som opsatte Chess, Atlantis og She Loves You i Tivoli samt musicalen Margrethe på Det Kongelige Teater. Som kapelmester har Rønnow dirigeret orkestrene ved mere end 25 danske musicals samt på 10 albums med musicals.

## Udgivelser (CD)
- Atlantis - complete symphonic live recording med Stig Rossen, Johanne Milland, Thomas Høj Falkenberg, Kaya Brüel (2022)

- Chess - Dansk cast album med Stig Rossen og Xenia Lach-Nielsen (2018)

- Symphonic - Diva & Maestro (The City of Prague Philharmonic Orchestra) (2013)

- Look With Your Heart - Louise Fribo sings Andrew Lloyd Webber (Odense Symfoniorkester) (2012)

- Chess - Cast album fra Aarhus Teater med bl.a. Maria Lucia, Philip Jalmelid og Jonas Malmsjö (2012)

- Grease - Sofie Lassen-Kahlke, Trine Gadeberg, Tomas Ambt Kofod, Bjarne Langhoff (2004)

- Copacabana - Stig Rossen, Melody Jones m.fl. (2003)

- Chess - Stig Rossen, Emma Kershaw, Zubin Varla m.fl. (2001)